# Gruppo Sportivo Magazzini Generali Fiume 1942-1943
Questa voce raccoglie le informazioni riguardanti i Gruppo Sportivo Magazzini Generali Fiume nelle competizioni ufficiali della stagione 1942-1943.

## Stagione
Il club esordì nella stagione in Serie C, ottenendo il decimo posto del Girone A.

## Rosa
| N. |                   | Ruolo | Calciatore         |
| -- | ----------------- | ----- | ------------------ |
|    | Italia (bandiera) | C     | Marcello Abrami    |
|    | Italia (bandiera) |       | Andrighetto        |
|    | Italia (bandiera) | A     | E. Bacick          |
|    | Italia (bandiera) | C     | G. Bertok          |
|    | Italia (bandiera) | A     | O. Blasich         |
|    | Italia (bandiera) | A     | M. Blasich         |
|    | Italia (bandiera) | P     | L. Brazzoduro      |
|    | Italia (bandiera) | A     | O. Carloni         |
|    | Italia (bandiera) | A     | L. Decleva         |
|    | Italia (bandiera) | A     | T. De Luca         |
|    | Italia (bandiera) | C     | R. Devescovi       |
|    | Italia (bandiera) | A     | Francesco Donatini |
|    | Italia (bandiera) | A     | Gino Fabbri        |
|    | Italia (bandiera) | A     | B. Fosser          |
|    | Italia (bandiera) | D     | G. Fosser          |
|    | Italia (bandiera) | P     | Gino Gardassanich  |

| N. |                   | Ruolo | Calciatore      |
| -- | ----------------- | ----- | --------------- |
|    | Italia (bandiera) | C     | S. Lenzi        |
|    | Italia (bandiera) | A     | M. Liubacev     |
|    | Italia (bandiera) |       | Maligoi         |
|    | Italia (bandiera) | D     | B. Marinello    |
|    | Italia (bandiera) | A     | F. Merziack     |
|    | Italia (bandiera) | C     | Giuseppe Musso  |
|    | Italia (bandiera) | A     | R. Oselladore   |
|    | Italia (bandiera) | D     | A. Poli         |
|    | Italia (bandiera) | D     | T. Rastavac     |
|    | Italia (bandiera) | A     | A. Sabucchi     |
|    | Italia (bandiera) | C     | Nevio Scalamera |
|    | Italia (bandiera) | A     | G. Smoiver      |
|    | Italia (bandiera) | P     | G. Tomlielovich |
|    | Italia (bandiera) | A     | L. Tommasini    |
|    | Italia (bandiera) | D     | Oscar Vicich    |
|    | Italia (bandiera) | D     | A. Zamparo      |

## Risultati

### Serie C

#### Girone A

##### Girone di andata
| Mogliano 4 ottobre 1942 1ª giornata | Mogliano | 1 – 3 referto | Magazzini Generali |  |

| Fiume 11 ottobre 1942 2ª giornata | Magazzini Generali | 1 – 2 referto | Grion Pola |  |

| Pieris 18 ottobre 1942 3ª giornata | Pieris | 1 – 1 referto | Magazzini Generali |  |

| Fiume 25 ottobre 1942 4ª giornata | Magazzini Generali | 0 – 3 referto | Ampelea |  |

| Fiume 1 novembre 1942 5ª giornata | Magazzini Generali | 1 – 2 referto | Vittorio Veneto |  |

| Gorizia 8 novembre 1942 6ª giornata | Pro Gorizia | 2 – 0 referto | Magazzini Generali |  |

| Fiume 15 novembre 1942 7ª giornata | Magazzini Generali | 1 – 2 referto | 94º Reparto Distrettuale |  |

| Trieste 22 novembre 1942 8ª giornata | Ponziana | 2 – 0 referto | Magazzini Generali |  |

| Fiume 29 novembre 1942 9ª giornata | Magazzini Generali | 2 – 1 | CRDA Monfalcone |  |

| Fiume 6 dicembre 1942 10ª giornata | Fiumana | 4 – 3 referto | Magazzini Generali |  |

| Fiume 13 dicembre 1942 11ª giornata | Magazzini Generali | 1 – 2 referto | Treviso |  |

##### Girone di ritorno
| Fiume 3 gennaio 1943 12ª giornata | Magazzini Generali | 2 – 1 | Mogliano |  |

| Pola 10 gennaio 1943 13ª giornata | Grion Pola | 2 – 0 referto | Magazzini Generali |  |

| Fiume 17 gennaio 1943 14ª giornata | Magazzini Generali | 1 – 1 | Pieris |  |

| Isola d'Istria 24 gennaio 1943 15ª giornata | Ampelea | 3 – 2 | Magazzini Generali |  |

| Vittorio Veneto 31 gennaio 1943 16ª giornata | Vittorio Veneto | 0 – 0 | Magazzini Generali |  |

| Fiume 7 febbraio 1943 17ª giornata | Magazzini Generali | 0 – 1 referto | Pro Gorizia |  |

| Trieste 14 febbraio 1943 18ª giornata | 94º Reparto Distrettuale | 3 – 2 referto | Magazzini Generali |  |

| Fiume 21 febbraio 1943 19ª giornata | Magazzini Generali | 1 – 1 | Ponziana |  |

| Monfalcone 28 febbraio 1943 20ª giornata | CRDA Monfalcone | 0 – 2 | Magazzini Generali |  |

| Fiume 7 marzo 1943 21ª giornata | Magazzini Generali | 1 – 1 referto | Fiumana |  |

| Treviso 14 marzo 1943 22ª giornata | Treviso | 3 – 2 | Magazzini Generali |  |